# Torberg Arnesson
Torberg Arnesson (982 - 1050) fue un caudillo vikingo de Giske (Gizki), Møre og Romsdal, Noruega en el siglo XI, durante el reinado de Olaf II el Santo. Era hermano de Finn y Kalv Arnesson, este último líder bóndi de la facción contraria al feudalismo del rey Olaf.
En 1026, estando su esposa Ragnhild de parto y Torberg ausente, un seguidor del rey Olaf II llamado Stein llegó a Giske y fue a buscar un sacerdote para bautizar a Tora, un suceso que provocó un conflicto grave con la corona, probando que las relaciones entre Olaf y sus aliados, a veces no eran tan fluidas como deseaba debido a su confesión cristiana.
En un principio Torberg apoyaba a sus hermanos Finn y Arni, quienes junto al jarl de las Orcadas Rögnvald Brusason se posicionaron al lado de la corona, incluso acompañando al rey a su exilio en el Rus de Kiev en 1028. Posteriormente solo Finn fue el único hermano que apoyó al rey Olaf hasta su derrota en la batalla de Stiklestad (1030).

## Herencia
Torberg casó con Ragnhild Erlingsdatter (n. 984), hija del rey rugio Erling Skjalgsson y de esa unión nacieron cuatro hijos:
- Ogmund Thorbergsson (1002 - 1050), padre de Skofte Ogmundsson.
- Eystein orre Thorbergsson.
- Tora Torbergsdatter.
- Jorunn Thorbergsdatter (n. 1027), que casó con Úlf Óspaksson.